# Lampetis vulcanica
Lampetis vulcanica es una especie de escarabajo del género Lampetis, familia Buprestidae. Fue descrita científicamente por Obenberger en 1924.